# Kyōhei Ueda
Kyōhei Ueda (japanisch 上田 恭平 Ueda Kyōhei; * 7. Mai 1999 in der Präfektur Osaka) ist ein japanischer Fußballspieler.

## Karriere
Ueda erlernte das Fußballspielen in der Jugendmannschaft von Cerezo Osaka. Die U23-Mannschaft des Vereins spielte in der dritten Liga, der J3 League. Bereits als Jugendspieler absolvierte er zwei Drittligaspiele.